# Estación de Collado Mediano

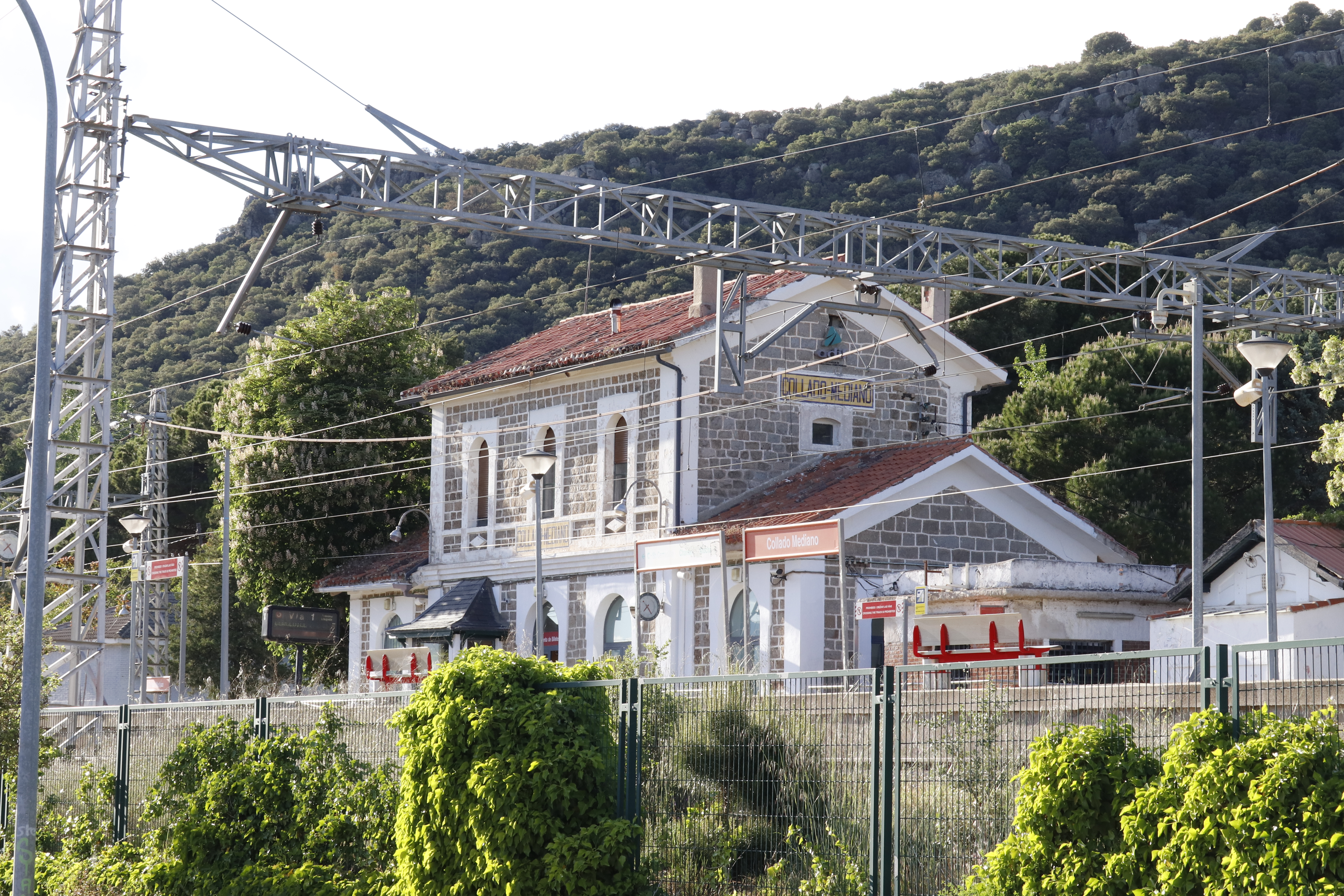
Edificio de viajeros

Collado Mediano es una estación de ferrocarril situada en el municipio español de Collado Mediano, en la comunidad autónoma de Madrid. Cuenta con servicios prestados por la línea C-8 de Cercanías Madrid y la línea 53 de Media Distancia (MD).

## Situación ferroviaria
La estación está situada en el punto kilométrico 10,6 de la línea férrea de ancho ibérico Villalba-Segovia. El tramo es de vía única y está electrificado. Antiguamente esta línea continuaba su trazado hasta Medina del Campo, actualmente desmantelado.

## Historia
La estación fue puesta en funcionamiento el 1 de julio de 1888 con la apertura del tramo Villalba-Segovia de la línea Villalba-Segovia-Medina del Campo. Las obras corrieron a cargo de la compañía «Norte». Dicha compañía no tenía especial interés en este trazado dado que ya contaba con la línea Madrid-Hendaya que hacía un recorrido similar alcanzando Medina del Campo vía Ávila. Aun así, motivos estratégicos la llevaron a hacerse con la misma para evitar que algún competidor pudiera aprovechar que la conexión por Segovia era la más corta para alcanzar Madrid desde Valladolid, León o Asturias. Norte mantuvo la gestión de la estación hasta la nacionalización de la red de ancho ibérico y la creación de RENFE, en 1941. Desde el 31 de diciembre de 2004 Renfe Operadora explota la línea mientras que Adif es la titular de las instalaciones ferroviarias.

## Servicios ferroviarios

### Media Distancia
Los servicios de media distancia de Renfe con parada en la estación cubren el trayecto Madrid-Segovia. En marzo de 2020 se redujeron provisionalmente estos servicios debido al Estado de Alarma declarado por la Pandemia de COVID-19 en España, dejándose en sólo dos trenes diarios por sentido de vía y con el interrogante del momento en el que Renfe volverá a restablecer la totalidad de los servicios, ya que la empresa pública manifiesta que las frecuencias se irán aumentando progresivamente conforme vaya aumentando la demanda de los viajeros, algo difícil de conseguir con tan solo dos servicios por sentido.
| Línea MD | Trenes   | Origen/Destino          |  | Destino/Origen |
| -------- | -------- | ----------------------- |  | -------------- |
| 53       | Regional | Madrid-Atocha Cercanías |  | Segovia        |

### Cercanías
| procedencia/destino | < estación | Línea | estación >  | destino/procedencia |
| ------------------- | ---------- | ----- | ----------- | ------------------- |
| Guadalajara         | Alpedrete  |       | Los Molinos | Cercedilla          |

Forma parte de la línea C-8 de Cercanías Madrid operada por Renfe. La frecuencia media de paso es de un tren cada 30 minutos. Madrid-Atocha se alcanza en algo menos de una hora mientras que Cercedilla, el otro extremo de la línea, está a unos 10 minutos.

## Conexiones

### Autobuses
| Diurnos |                  |                                          |                           |
| Línea   | Destino          | Parada                                   | Operador                  |
| 683     | Collado Mediano  | 09282 P.º Rosales - Est. Collado Mediano | Avanza Movilidad Integral |
| 690     | Guadarrama       | 09282 P.º Rosales - Est. Collado Mediano | Avanza Movilidad Integral |
| 683     | Madrid (Moncloa) | 09298 P.º Rosales - Est. Collado Mediano | Avanza Movilidad Integral |
| 690     | Navacerrada      | 09298 P.º Rosales - Est. Collado Mediano | Avanza Movilidad Integral |